# 1375

## Události
- vznikl Katalánský atlas

## Narození
- 20. července – Richard z Konisburgu, anglický šlechtic a vévoda z Yorku († 5. srpna 1415)
- ? – Janus Kyperský, kyperský král († 1432)
- ? – Robert Campin, nizozemský malíř († 26. dubna 1444)

## Úmrtí
Česko
- 27. července – Beneš Krabice z Weitmile, český kronikář (* ?)
- 12. listopadu – Jan Jindřich Lucemburský, markrabě moravský (* 12. února 1322)
- 18. prosince  – Pavel z Jenštejna, pražský měšťan a notář královské komory (* ?)

Svět
- 20. dubna – Eleonora Sicilská, královna Aragonie, Valencie, Sardinie, Korsiky a Mallorky jako manželka Petra IV. (* 1325)
- 16. května – Liou Ťi, čínský státník, vojevůdce, spisovatel a básník (* 1. července 1311)
- 21. prosince – Giovanni Boccaccio, italský renesanční básník a novelista (* 16. července 1313)
- 24. října – Valdemar IV., dánský král (* 1320)
- ? – Markéta Drummondová, královna skotská jako manželka Davida II. (* asi 1340)
- ? – Kökö Temür, čínský vojevůdce (* 1330)
- ? – Blanka Kastilská, portugalská infantka (* srpen 1319)

## Hlavy státu
- České království – Karel IV.
- Moravské markrabství – Jan Jindřich » Jošt Moravský
- Svatá říše římská – Karel IV.
- Papež – Řehoř XI.
- Anglické království – Eduard III.
- Francouzské království – Karel V. Moudrý
- Portugalsko – Ferdinand I. Portugalský
- Kastilie – Jindřich II. Kastilský
- Polské království – Ludvík I. Uherský
- Uherské království – Ludvík I. Uherský
- Lucemburské vévodství – Václav Lucemburský
- Dánské království – Valdemar IV. » Markéta I. Dánská
- Byzantská říše – Jan V. Palaiologos
- Moskevská Rus – Dmitrij Donský
- Bulharsko – Ivan Šišman